# جان براون (بازیکن فوتبال، زاده ۱۹۴۷)
جان براون (انگلیسی: John Brown؛ ۳۰ دسامبر ۱۹۴۷ – ۱۶ مهٔ ۲۰۲۴) بازیکن فوتبال اهل بریتانیا بود.
از باشگاه‌هایی که وی در آنها بازی کرده‌است، می‌توان به باشگاه فوتبال مکلسفیلد تاون، باشگاه فوتبال استوک‌پورت کانتی، باشگاه فوتبال ویگان اتلتیک، و باشگاه فوتبال پرستون نورث اند اشاره کرد.